# Meridiano 50 este
El meridiano 50 este es una línea de longitud que se extiende desde el Polo Norte atravesando el océano Ártico, Europa, Asia, África, el océano Índico, Madagascar, el océano Antártico y la Antártida hasta el Polo Sur.
El meridiano 50 este forma un gran círculo con el meridiano 130 oeste.

## De Polo a Polo
Comenzando en el Polo Norte y dirigiéndose hacia el Polo Sur, el meridiano atraviesa:
| Coordenadas                      | País, territorio o mar | Notas                                                                      |
| -------------------------------- | ---------------------- | -------------------------------------------------------------------------- |
| 90°0′N 50°0′E / 90.000, 50.000   | Océano Ártico          | Mar de Barents                                                             |
| 80°55′N 50°0′E / 80.917, 50.000  | Rusia                  | Isla de Tierra de Jorge, Tierra de Francisco José                          |
| 80°30′N 50°0′E / 80.500, 50.000  | Mar de Barents         |                                                                            |
| 80°13′N 50°0′E / 80.217, 50.000  | Rusia                  | Isla Bruce, Tierra de Francisco José                                       |
| 80°3′N 50°0′E / 80.050, 50.000   | Mar de Barents         | Pasando al oeste de Isla Northbrook, Rusia                                 |
| 69°18′N 50°0′E / 69.300, 50.000  | Rusia                  | Isla Kolgúyev                                                              |
| 68°56′N 50°0′E / 68.933, 50.000  | Mar de Barents         |                                                                            |
| 68°5′N 50°0′E / 68.083, 50.000   | Rusia                  |                                                                            |
| 51°15′N 50°0′E / 51.250, 50.000  | Kazajistán             |                                                                            |
| 46°35′N 50°0′E / 46.583, 50.000  | Mar Caspio             | Pasando al oeste de Península de Mangyshlak, Kazajistán                    |
| 40°35′N 50°0′E / 40.583, 50.000  | Azerbaiyán             | Península de Absheron, Pasando al este de Bakú                             |
| 40°20′N 50°0′E / 40.333, 50.000  | Mar Caspio             |                                                                            |
| 37°25′N 50°0′E / 37.417, 50.000  | Irán                   |                                                                            |
| 30°13′N 50°0′E / 30.217, 50.000  | Golfo Pérsico          |                                                                            |
| 26°49′N 50°0′E / 26.817, 50.000  | Arabia Saudita         |                                                                            |
| 18°39′N 50°0′E / 18.650, 50.000  | Yemen                  |                                                                            |
| 14°51′N 50°0′E / 14.850, 50.000  | Océano Índico          | Golfo de Aden                                                              |
| 11°30′N 50°0′E / 11.500, 50.000  | Somalia                |                                                                            |
| 8°6′N 50°0′E / 8.100, 50.000     | Océano Índico          |                                                                            |
| 13°21′S 50°0′E / -13.350, 50.000 | Madagascar             |                                                                            |
| 15°46′S 50°0′E / -15.767, 50.000 | Océano Índico          |                                                                            |
| 16°43′S 50°0′E / -16.717, 50.000 | Madagascar             | Isla Santa María                                                           |
| 16°45′S 50°0′E / -16.750, 50.000 | Océano Índico          | Pasando al oeste de Islas Crozet, Tierras Australes y Antárticas Francesas |
| 60°0′S 50°0′E / -60.000, 50.000  | Océano Antártico       |                                                                            |
| 67°4′S 50°0′E / -67.067, 50.000  | Antártida              | Territorio Antártico Australiano, reclamado por Australia                  |